# Dalarnas museum

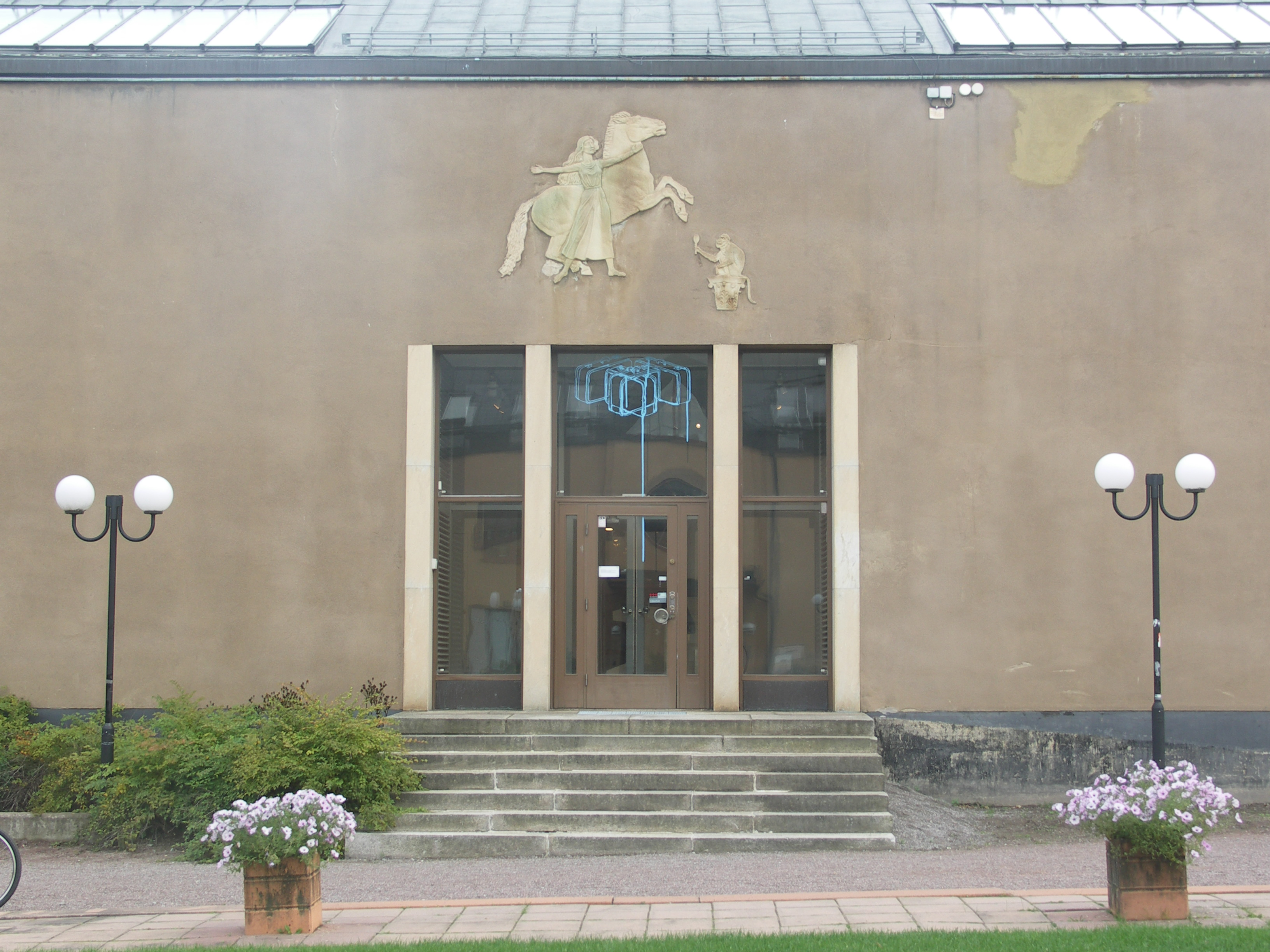
Falu konsthall.

Dalarnas museum är Dalarnas länsmuseum och ligger centralt i Falun, intill Faluån.

## Historia
Stiftelsen Dalarnas museum har sitt ursprung i Dalarnas Fornminnesförening, som bildades 1862 som den sjätte fornminnesföreningen i landet. I kontexten av industrialisering, urbanisering och en större tillgång till utbildning genom folkskolan började föreningen, liksom andra liknande institutioner under samma tid, samla in föremål och arkivalier för att dokumentera kulturen och bevara den för framtiden. År 1883 förvärvade fornminnesföreningen sin första museibyggnad – trivialskolans gamla gymnastiksal, som fortfarande finns kvar i hörnet Kristinegatan–Promenaden. År 1892 invigdes museet som Dala Fornsal. 1926 flyttade Fornsalen in i Wallmanska villan som låg strax ovanför landstingets nuvarande kanslihus. Landstinget förvärvade och lät riva huset i mitten av 1950-talet varpå museisamlingarna magasinerades i olika lokaler i staden. År 1955 flyttade landsantikvarien Ingemar Tunander in i Konsthallen i avvaktan på att länsmuseifrågan skulle finna sin slutgiltiga lösning.

### Dalarnas museum – viktiga årtal[2]
- 1862   Dalarnes Fornminnesförening bildas
- 1890   Landstinget börjar stödja verksamheten kontinuerligt
- 1915   Dalarnas hembygdsförbund bildas
- 1926   Andra museibyggnaden - Wallmanska villan
- 1930   Fornminnesföreningen och hembygdsförbundet går samman till DFHF, Dalarnas Fornminnes och Hembygdsförbund
- 1936   Falu stads konsthall invigs
- 1937   Landsantikvarietjänst inrättas (Svante Svärdström blir första landsantikvarie)
- 1962   Dalarnas museum invigs. Konstavdelningen blir ny verksamhet
- 1967   Museet börjar med vandringsutställningar
- 1976   Stiftelsen Dalarnas museum blir ny huvudman
- 1982   Konsthallen återinvigs efter upprustning
- 1984   Museet byggs till med verkstad, kontor och hörsal
- 1985   Selma Lagerlöfs arbetsrum invigs på museet
- 1996   Dalarnas museum får tre stjärnor i Guide Michelin
- 2007   Nya Dalarnas museum invigs

## Byggnaden
Museet öppnade den 3 maj 1962. Byggnaden är ritad av arkitekten Hakon Ahlberg och är tänkt att påminna om en riddarborg. Väggarna är murade i munkförband. Museibyggnaden är sammanbyggd med Falu konsthall, som vetter mot Medborgarplatsen. Konsthallen är även den ritad av Hakon Ahlberg och uppfördes 1935. Figuren ovanför ingången skapades av Eric Grate. Falu konsthall är ett byggnadsminne.
1984 öppnade tillbyggnaden som ritades av arkitekten Jack Hansson. Byggnaden länkade den tidigare museibyggnaden med ett intilliggande köpmannahus utmed Stigaregatan. Den rymde bland annat nya kontor, hörsal och barnverkstad.
I Dalarnas museums lokaler finns en restaurang, med utsikt över Faluån, biograf Falan och gamla brandstationen.

## Verksamheten
Stiftelsen Dalarnas museum har ett femtiotal anställda och drivs med medel från Region Dalarna, Statens kulturråd och Falu kommun.
2024 hade Dalarnas museum 44 606 besökare.

## Samlingar
Dalarnas museums samlingar består av cirka 150 000 objekt. Museet har en av Sveriges största samlingar av dalmålningar, dalahästar, sockendräkter och grafik (genom Falugrafikerna). Museernas samlingar ryms sedan 2019 i en magasinsbyggnad på 4800 kvadratmeter som byggdes ursprungligen åt Apoteket.
Museet publicerar sina digitaliserade samlingar via DigitaltMuseum där det ligger cirka 40 000 objekt publikt (2024). Dessutom finns museets samlingar på Riksantikvarieämbetets söktjänst Kringla och Europeana.

## Utställningar

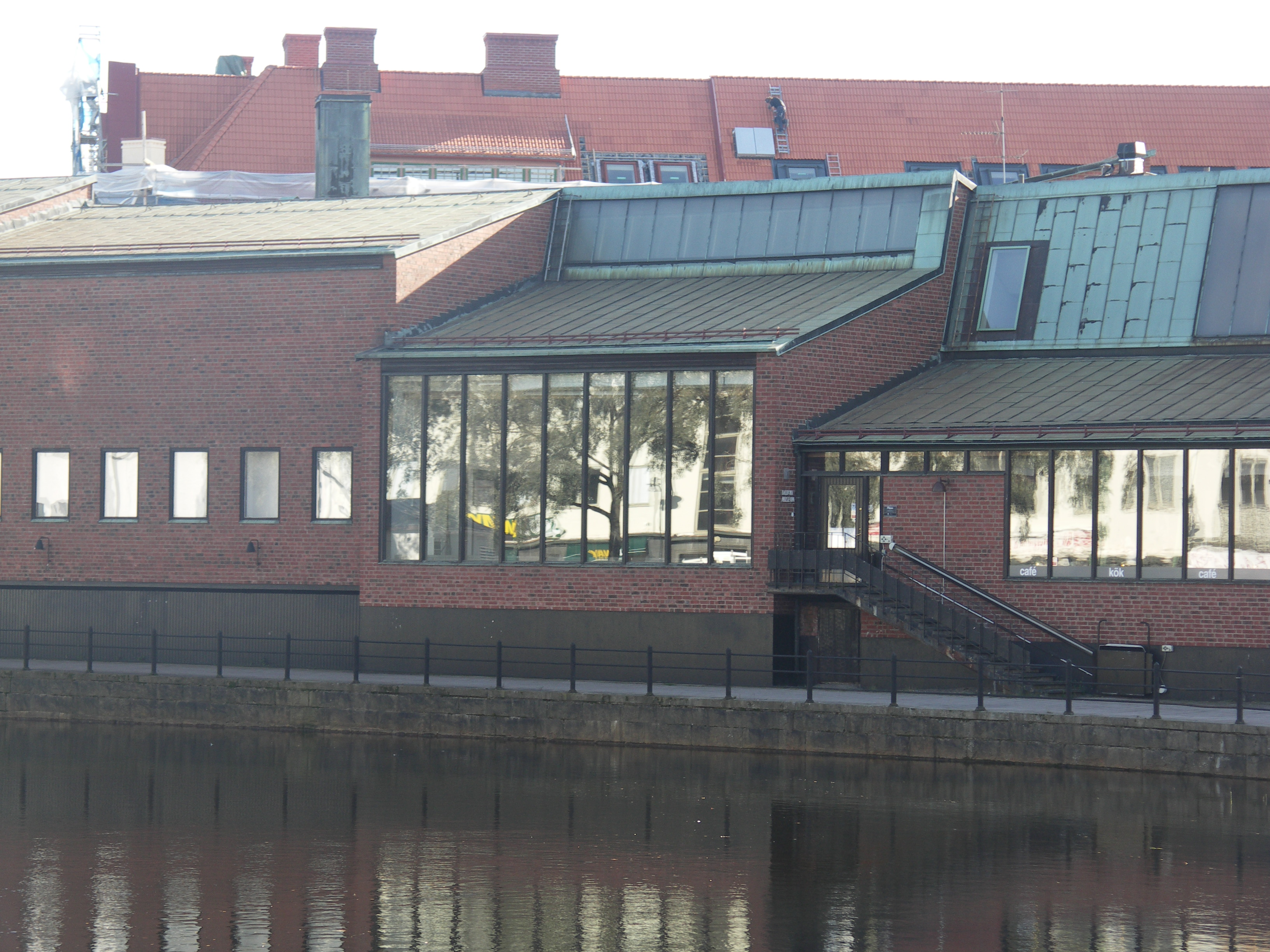
Dalarnas museum från Faluån.

Dalarnas kulturhistoria visas i de fasta utställningarna; Dräkt och textil, Dalmålningar, Dalahästar, Världsarvsstaden och industrilandskapet.
Bland de fasta inslagen finns också Hagström - gitarrer och dragspel. Till de fasta utställningarna tillkommer tillfälliga utställningar med olika teman.
Museet visar också Selma Lagerlöfs bibliotek och arbetsrum från 1910, i det så kallade Selma Lagerlöf-rummet. Författaren bodde på olika adresser i Falun under tio års tid, och Selma Lagerlöf-rummet innehåller inventarierna från Lagerlöfs hus på Villavägen i Falun (som nu är rivet). Det var under tiden i Falun Selma Lagerlöf skrev En herrgårdssägen, Jerusalem-böckerna och Nils Holgerssons underbara resa genom Sverige. 2011 uppfördes en staty gjord av Falukonstnären Arvid Backlund föreställande en sittande Selma Lagerlöf vid Faluån.

## Av museet utgiven litteratur i urval
Dalarnas hembygdsförbunds årsböcker om Dalarna
- Dalarna 2011: Dalablandning av diverse författare
- Dalarna 2010: Museer i Dalarna av diverse författare
- Dalarna 2009: Historiska nyheter av diverse författare
- Dalarna 2008 : Kvinnoliv av Jan Raihle
- Dalarna 2007: I sällskap med Linné av Elizabeth Ståhl
- Dalarna 2006: Ett mångkulturellt landskap av Jan Raihle, Elizabeth Ståhl, Maria Björkroth
- Dalarna 2005: En resa i tid och rum av diverse författare
- Dalarna 2004: Våra Hembygdsföreningar av Elizabeth Ståhl
- Dalarna 2003 av Jan Raihle, Elizabeth Ståhl
- Dalarna 2002: Mötesplats för kulturen av Jan Raihle, Björn Hallert, Seth Karlsson, Erik Hofrén, Tommy Forss
- Dalarna 2000: Made in Dalarna – Tradition, skaparkraft och design av Maths Isacson

Övrig litteratur utgiven av museet
- 2012: Falun – staden som försvann av Örjan Hamrin
- 2004: Hagström – Sagan om de världsberömda elgitarrerna från Älvdalen av Jan Raihle
- 1999: Dalanöjen – en bok om revy, teater och film i Dalarna under 102 år av Per-Ola Björklund
- 1992: Selma Lagerlöf och Falun av Birgitta Dandanell